# Вода Уйсольська
Вода Уйсольська (пол. Woda Ujsolska) — річка в Польщі, у Живецькому повіті Сілезького воєводства. Права притока Соли, (басейн Балтійського моря).

## Опис
Довжина річки приблизно 15,82 км, найкоротша відстань між витоком і гирлом — 10,90 км, коефіцієнт звивистості річки — 1,46 . Формується притоками та багатьма безіменними струмками.

## Розташування
Бере початок на північно-східній стороні від села Нова Бистриця Словаччини. Тече переважно на північний захід через Соблувку та Уйсоли і у ґміні Райча зливається з річкою Рицеркою, утворюючи початок річки Сола, праву притоку Вісли.

## Цікавий факт
- Річка протікає у Живецькому Бескиді.[1]

## Галерея

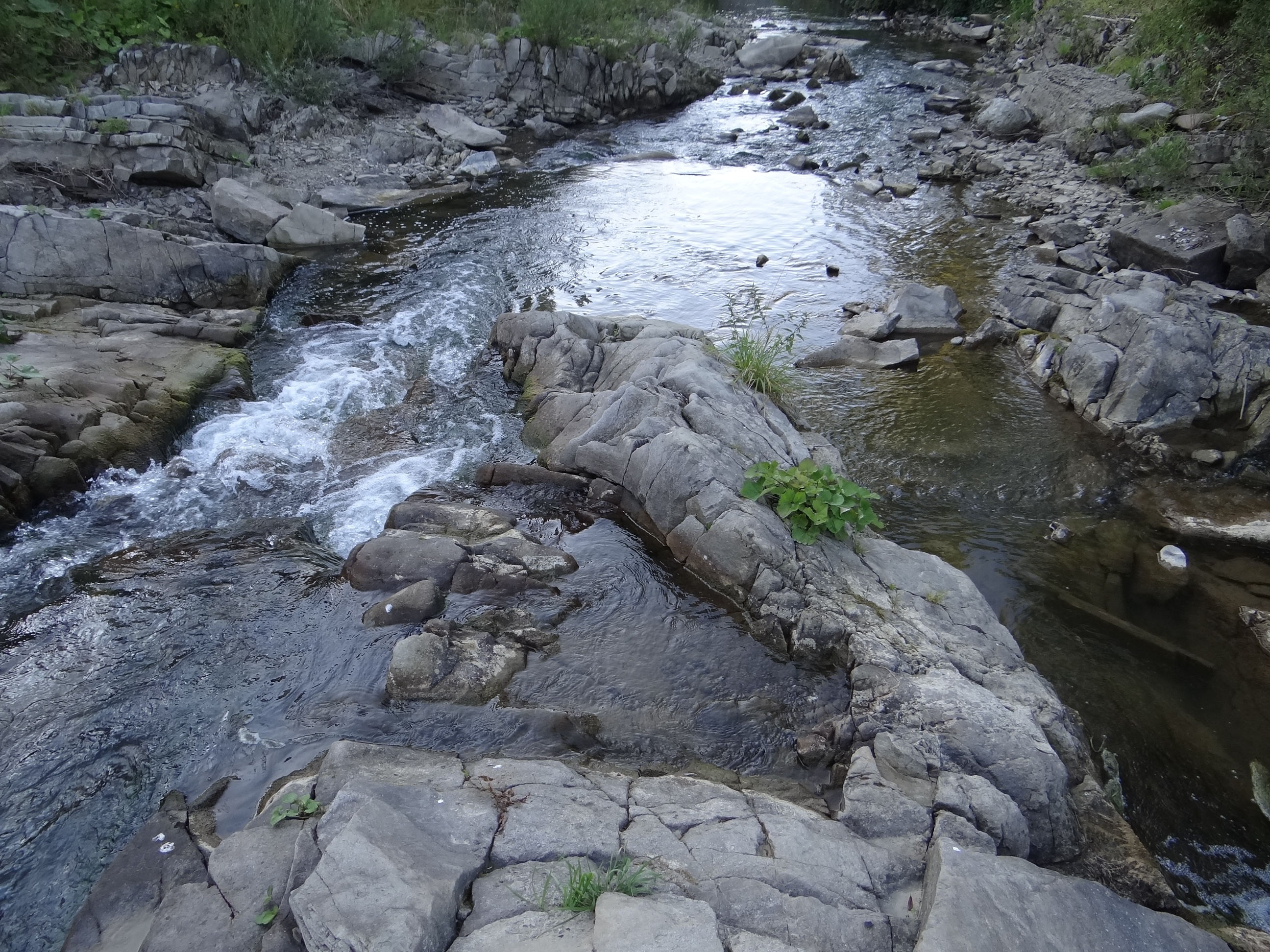
Річка Вода Уйсольська в Уйсолах